# Antonio Ciciliano
Antonio Ciciliano (* 3. November 1932 in Neapel; † 4. September 2015 ebenda) war ein italienischer Segler.

## Erfolge
Antonio Ciciliano nahm an den Olympischen Spielen 1960 in Rom in der Bootsklasse Drachen teil. Dabei war er neben Giulio De Stefano Crewmitglied des italienischen Bootes von Skipper Antonio Cosentino. In ihrem Boot Venilia belegten sie mit 5704 Punkten den dritten Platz, nur elf Punkte hinter dem argentinischen Boot Tango, und gewannen damit die Bronzemedaille. Olympiasieger wurden die Griechen in der Nirefs. Bereits 1958 hatte er im Drachen die Kieler Woche und 1959 die Marblehead Trophy gewonnen.